# Кол Роиго Басо (Виченца)
Кол Роиго Басо је насеље у Италији у округу Виченца, региону Венето.
Према процени из 2011. у насељу је живело 89 становника. Насеље се налази на надморској висини од 146 м.